# Малковы
 Малковы  — деревня в Орловском районе Кировской области. Входит в состав Орловского сельского поселения.

## География
Расположена на расстоянии примерно 9 км по прямой на север от райцентра города Орлова.

## История
Известна с 1671 года как деревня Ивановская с 1 двором, в 1763 здесь было 100 жителей, в 1802 21 двор. В 1873 году здесь (Ивановская или Малковы, Кислечана) дворов 45 и жителей 280, в 1905 34 и 220, в 1926 (Малковы или Ивановская) 34 и 135, в 1950 (Малковы) 21 и 52, в 1989 5 жителей. С 2006 по 2011 год входила в состав Колковского сельского поселения.

## Население
Постоянное население составляло 17 человек (русские 100%) в 2002 году, 8 в 2010.